# Милан Гргич
Милан Гргич (хорв. Milan Grgić; 1934, Спліт, тоді Італія — 23 лютого 1997, Загреб, Хорватія) — хорватський драматург, лібретист, найбільше відомий за лібрето до популярного хорватського мюзиклу «Ялта, Ялта».
Писав драми, комедії, лібрето для мюзиклів, сценарії для телевізійних музичних шоу і різноманітних розважальних програм. Його тексти використовували численні хорватські театри, але сам він від 1960-х років був вірним співробітником загребського театру «Комедія», в якому ставилися і гралися його мюзикли (Velika frka, Dlakav život, Ivan od leptira та інші). Мюзикл, за яким найбільше пам'ятають Гргича — «Ялта, Ялта» (1971) — зворушлива історія про те, до яких вчинків вдаються три ад'ютанти великих генералів на Ялтинській конференції (1945), що так і не змогли домовитися про розподіл світу, і про те, що зрештою об'єднало їх, їхніх підручних, і об'єднує кожну людину на землі.

## Джерело та посилання
- Шиманський О. Ялта, що на березі Адріатики. Уже 40 років у Європі йде мюзикл про Ялтинську конференцію [Архівовано 31 січня 2014 у Wayback Machine.] // Україна Молода. — № 160. — 1 вересня 2010.